# Krupp - Eine deutsche Familie
Krupp - Eine deutsche Familie (A Família Krupp, no Brasil) é uma minissérie alemã de 2009 exibida pela rede de TV ZDF.

## Sinopse
A minissérie retrata a vida de Alfried Krupp e sua família, além de contar a história da empresa Krupp, que tem sido proeminente na indústria alemã. A empresa familiar era uma fornecedora chave de armas e material para o regime nazista durante a Segunda Guerra Mundial.

## Elenco
- Iris Berben ... Bertha Krupp
- Benjamin Sadler ... Alfried Krupp
- Valerie Koch ... Bertha Krupp
- Barbara Auer ... Margarethe Krupp
- Barnaby Metschurat ... Harald von Bohlen und Halbach
- Johannes Allmayer ... Berthold von Bohlen und Halbach
- Franziska Schlattner ... Dienstmädchen Anna
- Ole Puppe ... Felix von Ende
- Heino Ferch ... Gustav Krupp von Bohlen und Halbach
- Thomas Thieme ... Gustav Krupp von Bohlen und Halbach (1932-1950)
- Mavie Hörbiger ... Anneliese Bahr
- Nikolai Kinski ... Arndt von Bohlen und Halbach
- Sunnyi Melles ... Barbara Krupp (1944-1957)
- Marie Zielcke ...  Barbara Krupp (1901-1920)

## Prêmios e indicações
| Ano  | Prêmio             | Categoria         | Nomeado(a)  | Resultado |
| ---- | ------------------ | ----------------- | ----------- | --------- |
| 2009 | Bambi Awards       | Prêmio do publico | Iris Berben | Venceu    |
| 2010 | Emmy Internacional | Melhor Atriz      | Iris Berben | Indicado  |